# Сеново
Се́ново (болг. Сеново) — місто в Русенській області Болгарії. Входить до складу общини Ветово.

## Населення
За даними перепису населення 2011 року у місті проживали 1428 осіб.
Національний склад населення міста:
| Національність   | Кількість осіб | Відсоток |
| ---------------- | -------------- | -------- |
| болгари          | 815            | 58,1%    |
| цигани           | 394            | 28,1%    |
| турки            | 177            | 12,6%    |
| інша             | 5              | 0,4%     |
| не визначились   | 11             | 0,8%     |
| Всього відповіли | 1402           |          |

Розподіл населення за віком у 2011 році:
Динаміка населення: